# Eulasia ernae
Eulasia ernae är en skalbaggsart som beskrevs av Rudolph Petrovitz 1962. Eulasia ernae ingår i släktet Eulasia och familjen Glaphyridae. Inga underarter finns listade i Catalogue of Life.